# Provincia de Tafea
Tafea es una provincia de Vanuatu. Incluye las islas de Erromango, Tanna, Anatom y dos islas más no habitadas. Tiene una población de 27.530 habitantes y una superficie de 1.628 km². Su capital es Isangel.